# Felipe Caballero
Felipe Caballero (Potrerillos, Chile; 5 de diciembre de 1981) es un cantante chileno. Alcanzó reconocimiento masivo en su país como vocalista del Grupo Hechizo desde 1996 hasta el 2007, siendo el interprete de sus grandes éxitos como "Romance Ilegal" y "La Temporera" que destacan como hits clásicos de la cumbia chilena. Tras su retiro del grupo, emprendió una carrera como solista con el que sigue trabajando y sonando en el medio musical.

## Como vocalista del Grupo Hechizo
Felipe Caballero y el Grupo Hechizo grabaron su primer disco titulado simplemente "Hechizo" en el año 1997, editado por el sello Naranja Record´s. Se destacaron canciones como "La temporera" y "Tímido", de amplia difusión radial y televisiva. Su innovador sonido y la voz fresca de Felipe (muy distinta al común de los cantantes de cumbia de la época) dio un nuevo aire a la movida tropical Chilena. Muy pronto iniciaron giras y apariciones en TV como en el programa "Todo Chile baila" del animador Omar Gárate. Luego en 1998 graba con Hechizo el disco "Mirada azul" poniendo su voz en el clásico "Romance ilegal", "Mirada azul" y otros hits más. La producción alcanzó disco de oro a menos de un mes de su lanzamiento y los hits promocionales estuvieron varias semanas en el número uno en las listas tropicales de radio Corazón y radio Amistad. 1999 fue un año de consolidación para Felipe y la banda y entre ese año y el 2000, aparecieron 2 discos más: "Grandes éxitos" y "Más vivo que nunca" (en vivo) y nuevos hits como "Gitana", "Me enamoré de ti" y "Mi mejor canción de amor" la cual fue elegida como la canción más popular del año 2000 a nivel de radios tropicales. En 2001 graba el álbum "En manos del amor" que sale a la venta en junio de 2001 a través de Sony Music. En ese disco Felipe Caballero se aventura en la composición, aportando con las canciones "Ilusión" y "Vuelve a mí" además del hit del disco "Estoy pensando en ti" versión cumbia y versión balada que contó con un videoclip de mucha difusión en TVN. En esos mismos años 2000 y 2001, la Sociedad de Periodistas de Espectáculos de Chile le otorgaron a Felipe y Hechizo, el premio "APES" al mejor grupo tropical del año. Luego en 2002 y nuevamente editado por Sony graba el disco "Tu punto débil". En el año 2003 el sello discográfico lanza el compilado de grandes éxitos "De fiesta con Hechizo" en dónde se incluían 4 canciones inéditas, como "Huellas de amor" unos de los últimos éxitos grabados por Felipe. 
Durante los siguientes años, Felipe y Hechizo siguieron activos con muchos eventos y proyectos, pese a la baja popularidad de la cumbia en manos de otras corrientes musicales, pero se consolidaron como clásicos, al continuar con el estilo de cumbia romántica y mejorando artísticamente, con coreografías y vestuario manejado por un grupo de trabajo, cuyo fruto final fue la contratación de la banda al Festival del Huaso de Olmué, transmitido por Chilevisión en enero de 2007. Grabaron un nuevo disco de enganchados de cumbias clásicas, incluso poniendo en promoción radial un mix grabado con su voz, pero ese proyecto no vio la luz y quedó archivado por Sony Music, ya que luego de Olmué y por problemas de índole financiero con desavenencias con el director del grupo y algunos integrantes más, en ese mismo año, Felipe Caballero renuncia a la banda, iniciando una carrera en solitario.

## Carrera como solista
Un año después de que renunció al grupo, el año 2008 estrenó su primer álbum titulado "En aquel rincón" por el sello "Guyani" con canciones de su autoría y algunas versiones. Sumado al disco también se editó un DVD en vivo con el mismo nombre del álbum. 
En el año 2010, estrena su segundo álbum "Lloro" a través de Universo Producciones del cual se repite la fórmula de mezclar canciones propias y covers, tales como: "Lloro" "Niña" y otros.
Felipe ha seguido en la música, participando activamente en shows en vivo por todo el país. También ha participado en colaboraciones musicales con bandas como "ConceStars", "Andy Jaque", bandas rancheras y nuevas canciones que incluye en su repertorio en vivo como "Chao Chao", "Amor sincero".
Mantiene su voz característica y sigue interpretando los éxitos que grabó, pues con los años se volvieron clásicos de la movida tropical chilena.

## Discografía

### Como vocalista del Grupo Hechizo
- 1997: Grupo Hechizo (Naranja Records)
- 1998: Mirada Azul (Naranja Records)
- 1999: Grandes éxitos (Calipso Records)
- 2001: En manos del amor (Calipso Records/ Sony Music)
- 2002: Tu punto débil (Sony Music)
- 2003: De fiesta con Hechizo (Sony Music)

### Como solista
- 2008: Felipe Caballero (Guyani Producciones)[5]
- 2010: Lloro (Universo Producciones)[6]

- 2018: Amor sincero
- 2019: Chao Chao
- 2022: No se va
- 2024: Mix chileno